# Vlastimil Balín
Vlastimil Balín, češki politik, * 23. oktober 1950.